# Универзитет у Ферари
Универзитет у Ферари (акроним: УниФе) је италијански државни универзитет, који спада међу најстарије на свету. Основао га је 1391. године маркиз Алберто V д'Есте, уз дозволу папе Бонифација IX.

## Историја

### XV век
Универзитет, који је имао исте привилегије као старије институције у Болоњи (основане 1088) и Паризу (основане 1170), у почетку се састојао од медицинског, теолошког и правног факултета. После само три године, економске потешкоће приморале су универзитет да се затвори, што је трајало до 1402. Те године Николо III д'Есте, наследник Алберта V, поново га је отворио пославши неколико престижних наставника у Ферару, укључујући и са Универзитета у Болоњи. 

### XVI век
Током ренесансног периода истицао се у културном и уметничком престижу Фераре тог времена. Године 1497. угостио је на овом универзитету били су Николо Леонићено и Себастијан дал'Аквила који су, у спору око Фераре, подржавали два различита научна приступа. Други стручњаци су интервенисали у истој медицинско-књижевној дебати као што су Ћелио Калкањини, Корадино Ђилино, Ђовани Манардо, Натале Монтезауро и Антонио Сканароли. Седиште универзитета, почевши од 1567. године, била је Палата Парадизо, коју је кардинал Иполито II д'Есте изнајмио магистрату Сави како би могао да пренесе све универзитетске факултете.

### XVII и XVII век
Крајем шеснаестог века, 1598. године, дошло је до деволуције, односно враћања града под директну контролу Папске државе, а Универзитет је, из великог интелектуалног центра, претворен у приградски универзитет. Од 1770. председник је био кардинал Ђовани Марија Рималди, кога је Клемент XIV довео да реформише универзитет. Риминалди је дао катедру за математику и хидростатику Ђанфранческу Малфатију 1771. године.

### XIX и XX век
Након уједињења Италије постао је слободан универзитет, а пре Првог светског рата универзитет је имао преко пет стотина студената. Током фашистичког периода Универзитет је био културни центар који се користио и за дебате опште природе. Тих година фармацеутска школа је постала четврти факултет универзитета. Потом су основани књижевно-филозофски, архитектонски, инжењерски и економски факултети, од којих је последњи активиран 1996. године.

### XXI век
Седиште универзитета је од 1. октобра 2015. пребачено у бивши самостан Санта Лућиа у Улици Ариосто. Историјска зграда Рената ди Франћа је у реновирању од 2015. године након земљотреса који је погодио град и део Емилије. 

## Структура
Универзитет је организован у 12 самосталних одсека, од којих пет чине један факултет:
- Архитектура
- Економија и менаџмент
- Физика
- Инжењерство
- Право
- Математика и информатика
- Факултет медицине, фармације и превенције 
  - Транслациона медицина за Ромању
  - Неуронаука и рехабилитација
  - Хемијске, фармацеутске и пољопривредне науке
  - Науке о животу и биотехнологија
  - Медицинске науке
- Хуманистичке студије

## Библиотеке
Универзитет има различите библиотеке из области биомедицине (хемијско-биолошка библиотека Санта Марија деле Гразие, библиотека Санта Марија дела консолазионе и библиотека одељења за биологију и еволуцију), научно-технолошке области (библиотека архитектуре, библиотека научно-технолошке и библиотека одељења математике и рачунарства) и хуманистичких наука (економска библиотека, правна библиотека, библиотека књижевности и центар за документацију и студије о европским заједницама).

## Филателија
Италијанска пошта је 1992. године посветила марку од 750 лира Универзитету у Ферари. 